# كفر الجنينة البحري (الدقهلية)
قرية كفر الجنينة البحرى هي إحدى القرى التابعة لمركز نبروه في محافظة الدقهلية في جمهورية مصر العربية. حسب إحصاءات سنة 2006، بلغ إجمالي السكان في كفر الجنينة البحرى 10933 نسمة، منهم 5609 رجل و5324 امرأة.